# Silicon Teens
Silicon Teens var en kortlivad engelskt virtuell popgrupp som startades av Daniel Miller, grundaren av Mute Records.
Gruppen hade de fyra medlemmarna Darryl, Jacki, Paul och Diane, men dessa personer existerade inte i verkligheten och porträtterades i intervjuer av skådespelare. Deras första och enda album Music for Parties släpptes 1980 och innehöll till största delen populära rock n' rolllåtar från 50- och 60-talet, framförda som glad och poppig synthpop. 
Trots ganska stor uppmärksamhet i media fick albumet mycket begränsad framgång. Låtar såsom "Memphis Tennessee", "Judy in Disguise", "Just like Eddie" och "Let's Dance" släpptes på singel, men rönte inte större framgång än albumet.

## Diskografi
Album
- Music for Parties (1980) (#4 på UK Indie Chart)

Singlar
- "Memphis Tennessee" / "Let's Dance" (1979)
- "Judy In Disguise" / "Chip 'n' Roll" (1979) (UK Indie #4)
- "Just Like Eddie" / "Sun Flight" (1979) (UK Indie #7)